# Искусство фуги
«Иску́сство фу́ги» (нем. Die Kunst der Fuge) — сборник из 14 фуг и 4 канонов И. С. Баха, BWV 1080, предположительно для клавира. Сохранившиеся пьесы, написанные в 1742—1749 годах (цикл не окончен), задуманы как изысканные и разнообразные полифонические разработки (авторское название: Contrapunctus) одной и той же темы в тональности ре-минор (d-moll).
| Audio playback is not supported in your browser. You can download the audio file. Основная тема фуги |

Включает в себя 14 фуг (и ещё одна неоконченная ) и 4 канона (всего 18 или 19 контрапунктов). Одна из фуг чаще всего не исполняется, так как является почти полным аналогом другой фуги (16 и 17 фуги) и, кроме того, она для двух клавиров.
В партитуре «Искусства фуги» не указано, для какого инструмента предназначалось это произведение. Многие считают, что оно написано для клавира; в настоящее время чаще всего исполняется на фортепиано, а кроме того на органе и клавесине. Существуют и различные оркестровки, переложение для струнного квартета и т. д.
Поскольку произведение представляет собой сборник фуг и канонов (а не цикл с предписанным и обязательным последованием частей), порядок следования пьес в исполнениях обычно не учитывается. Все фуги написаны на одну тему, кроме последней трёхтемной (не окончена).

## Состав сборника в первом издании
Примечание. Названия пьес (курсивом) и порядок следования даны по первому изданию (1751). 
1 Contrapunctus 1
3 Contrapunctus 2
6 Contrapunctus 3
8 Contrapunctus 4
13 Contrapunctus 5
16 Contrapunctus 6 a4 in stylo Francese (4-голосный во французском стиле)
19 Contrapunctus 7 a4 per augmentationem et diminutionem (4-голосный в увеличении и уменьшении)
21 Contrapunctus 8 a3 (3-голосный)
26 Contrapunctus 9 a4 alla duodecima (4-голосный в дуодециму)
29 Contrapunctus 10 a4 alla decima (4-голосный в дециму)
32 Contrapunctus 11 a4 (4-голосный)
37 Contrapunctus 12 inversus a4 (4-голосный в обращении)
39 Contrapunctus [12] inversus a4 (4-голосный в обращении)
41 Contrapunctus [13] a3 (3-голосный)
43 Contrapunctus [13] inversus a3  (3-голосный в обращении)
45 Contrapunctus a4 (4-голосный; ранняя версия Contrapunctus 10)
48 Canon per augmentationem in contrario motu (канон в увеличении и противодвижении)
51 Canon alla ottava (канон в октаву)
53 Canon alla decima in contrapunto alla terza (канон в дециму и контрапункт в терцию)
55 Canon alla duodecima in contrapunto alla quinta (канон в дуодециму и контрапункт в квинту)
57 Fuga a 2 Claviere (фуга для 2 клавиров; 4-голосная версия Контрапункта 13)
59 Alio modo Fuga a 2 Claviere (ещё фуга для 2 клавиров; 4-голосная версия Контрапункта 13)
61 Fuga a 3 soggetti (трёхтемная фуга; не окончена)
66 Хорал «Wenn wir in hoechsten Noethen», canto fermo in Canto (BWV 668)

## Состав сборника по BWV
Примечание. В автографе Баха пьесы никак не озаглавлены, за некоторыми исключениями, которые выделены полужирным.
1 Contrapunctus 1
2 Contrapunctus 2
3 Contrapunctus 3''
4 Contrapunctus 4
5 Contrapunctus 5
6 Contrapunctus 6 a4 in stylo Francese (4-голосный во французском стиле)
7 Contrapunctus 7 a4 per augmentationem et diminutionem (4-голосный в увеличении и уменьшении)
8 Contrapunctus 8 a3 (3-голосный)
9 Contrapunctus 9 a4 alla duodecima (4-голосный в дуодециму)
10 Contrapunctus 10 a4 alla decima (4-голосный в дециму)
11 Contrapunctus 11 a4 (4-голосный)
12/1 Contrapunctus 12 inversus a4
12/2 Contrapunctus 12 inversus a4
13/1 Contrapunctus 13 inversus a3
13/2 Contrapunctus 13 a3
14 Contrapunctus 14. Canon al roversio et per augmentationem. Canon in Hypodiatessaron al roversio et per augmentationem
15 Contrapunctus 15. Canon in Hypodiapason. Resolutio canonis
16 Contrapunctus 16. Canon alla decima [in] contrapunto alla terza
17 Contrapunctus 17. Canon alla duodecima in contrapunto alla quinta
18/1 Contrapunctus 18. Fuga a 2 Claviere (фуга для 2 клавиров; 4-голосная версия Контрапункта 13)
18/2 Contrapunctus 18. Alio modo Fuga a 2 Claviere (ещё фуга для 2 клавиров; 4-голосная версия Контрапункта 13)
19 Contrapunctus 19. Fuga a 3 soggetti (трёхтемная фуга; не окончена)

Существуют и другие варианты последовательности пьес (все они носят гипотетический характер).
- Contrapunctus 16 'Fugue Forma recta. Fugue Forma inversion a3 заменяется на
  - Contrapunctus 12a 'Fugue Forma recta a3'
  - Contrapunctus 12b 'Fugue Forma inversion a3'
- Contrapunctus 18 'Fugue Forma recta. Fugue Forma inversion a4 заменяется на
  - Contrapunctus 13a 'Fugue Forma recta a4'
  - Contrapunctus 13b 'Fugue Forma inversion a4'
- Contrapunctus 19 'Fugue a 3 Soggetti a4 заменяется на
  - Contrapunctus 14 'Fugue a 3 Soggetti a4
- Contrapunctus 17 'Fuga a 2 Clav (rectus). Alio modo Fuga a 2 Clav (inversus) не включаются в цикл, записываются отдельно, как фуги для двух клавиров

Порядок канонов в данной нумерации также иной:
Canon per Augmentationem in Contrario Motu a2
Canon alla Ottava a2'
Canon alla Decima in Contrapunto alla Terza a2'
Canon alla Duodecima in Contrapunto alla Quinta a2

## Темы Искусства фуги

### Четыре простые фуги
В первых фугах использовалась основная тема, с незначительными видоизменениями. Так, Contrapunctus 1 написан на основную тему, Contrapunctus 2 на основную тему с изменением ритма на пунктирный, Contrapunctus 3 и Contrapunctus 4 написаны на основную обращенную тему, при этом тема 3 фуги несколько видоизменена и не является полным обращением основной темой.
- Contrapunctus 1

В первой фуге проходит проведение основной темы. Эта тема не является особо сложной ни в техническом, ни в музыкальном смысле. Она взята такой для удобного трансформирования этой темы в другие, а также для вариаций этой темы.
Первая фуга показывает достоинства темы: простота, хорошая сочетаемость с различными противосложениями.
В этой фуге тема используется в основном виде (без обращений), и лишь в некоторых местах допускаются небольшие модификации этой темы.
- Contrapunctus 2

Вторая фуга по теме очень похожа на первую фугу. Но конец темы пунктирный как и весь характер фуги.
- Contrapunctus 3

В этой фуге использована обращённая тема, но с изменениями. Начинается тема с ноты «ре», но потом модулирует в ля минор (как тональный ответ в первой фуге). "Ля мажорный" до диез обостряет тяготение к ре минору в ответе. В противосложении (в котором зашифрована тема, но от одной ноты к другой осуществлён хроматический переход — хроматическая тема) проводится уже прямая тема в ре миноре.
Позже появляется новая тема (с элементами синкопы) — вариация старой, также в противосложении с хроматической темой
Ближе к концу фуги опять в противосложении с хроматической темой появляется ещё одна вариация темы. Перейдя ко второму разделу фуг можно видеть, что такая последовательность модификаций темы неслучайна. Она готовит к основной теме второго раздела фуг «Фуги в противодвижении».
- Contrapunctus 4

### Три фуги в противодвижении
- Contrapunctus 5
- Contrapunctus 6
- Contrapunctus 7

Тема в этих фугах является вариацией на основную тему. В Contrapunctus 5 используется вариационная тема в прямом обращенном проведении. В Contrapunctus 6 помимо средств, использовавшихся в Contrapunctus 5, также используется уменьшении размера темы в 2 раза в некоторых проведениях, а в Contrapunctus 7 помимо уменьшения используется и увеличение размера темы в 2 раза.

### Двойные и тройные фуги (четыре фуги)
- Contrapunctus 8

- Contrapunctus 9
- Contrapunctus 10
- Contrapunctus 11

Фуги данного раздела привлекают к себе внимание, благодаря появлению новых тем, прекрасно сочетающихся с основной и вариационной темой. Сразу в Contrapunctus 8 заметны новые 2 темы, которые будут использованы и в Contrapunctus 11, но в основном в обращении. В Contrapunctus 9 задействована увеличенная основная тема, а также новая тема. В Contrapunctus 10 помимо вариационной темы появляется новая тема.

### Четыре двухголосных канона
- Contrapunctus 12
- Contrapunctus 13
- Contrapunctus 14
- Contrapunctus 15

Первые два канона Contrapunctus 12 и Contrapunctus 13 идут в интервалы: Contrapunctus 12 — в октаву, а Contrapunctus 13 в дуодециму. Contrapunctus 14 тоже написан в интервал (децима), но при этом пропоста и риспоста — в разных ладах (пропоста — в миноре, риспоста — в мажоре), но очень хорошо гармонируют между собой, что придает особый интерес к этому канону.
В последнем каноне Contrapunctus 15 риспоста является увеличенной в два раза и обращенной пропостой
(подробнее о пропосте и риспосте).

### Три зеркальные фуги
- Contrapunctus 16
- Contrapunctus 17
- Contrapunctus 18

Предпоследние три фуги сами в себя включают как бы две фуги: основную и зеркальную, которые обычно в нотах написаны одна под другой, но только для наглядности. Исполнять следует, разумеется, по отдельности. Contrapunctus 17 написан на ту же тему, что и Contrapunctus 16, причем написан в виде двух фуг для двух клавиров (обычно не исполняется).
В принципе, зеркальные фуги — пожалуй технически самые сложные для исполнения на фортепиано (или другом клавишном инструменте) из-за наличия больших интервалов между голосами, поэтому они иногда исполняются на двух инструментах (а иногда и не только они, а и всё Искусство фуги).

### Последняя неоконченная фуга
- Contrapunctus 19

Последняя фуга написана на три новые темы, одна из которых — знаменитая тема B-A-C-H (последняя тема), на которую написаны произведения и другими композиторами в знак уважения к И. С. Баху. Фуга как бы разбивается на три части, каждая из которых представляет новую тему. В последней части происходит слияние всех трёх тем. Эта фуга является предметом споров между музыковедами. Во-первых, есть вероятность, что фуга была написана отдельно от Искусства фуги и не имела к нему никакого отношения, а впоследствии просто была «пришита» к нему. Во-вторых, это неоконченная фуга и всегда ставит перед исполнителем вопрос: «дописать» фугу или «бросить на последней записанной ноте».
Существует мнение, что фуга осталась незавершённой не из-за смерти Баха, а по сознательному решению композитора: фуга обрывается на 239 такте, сумма цифр этого числа (2+3+9=14) равна «числу Баха» (исходя из нумерации букв в алфавите: B=2, A=1, C=3, H=8; 2+1+3+8=14).
На теме этой фуги основана «Контрапунктическая фантазия» Ферруччо Бузони; при этом в данном произведении композитор не пытается «продолжить» мысли Баха, а развивает его идеи в своём музыкальном стиле.

## Известные исполнения
Фортепиано:
- Гленн Гульд (не полностью)
- Чарльз Розен (1967)
- Григорий Соколов (1982)
- Золтан Кочиш (1984)
- Татьяна Николаева (1992)
- Вальтер Ример (2006), исполнение на фортепиано времен Моцарта
- Пьер Лоран Эмар (2008)
- Евгений Королёв (1999, Label: tacet, Germany)

Клавесин:
- Густав Леонхардт (1969)
- Давид Морони (1985)
- Феликс Готлиб (1987)
- Роберт Хилл (1998)
- Менно Ван Делфт (1999)
- Себастьян Гийо (2006)
- Брэдли Брукшир (2007)

Орган:
- Хельмут Вальха (1956, 1970)
- Гленн Гульд (1962) (не полностью)
- Лайонел Рогг (1970)
- Ташеци Херберт (1977)
- Андре Изуар (1983)
- Вольфганг Рюбзам (1992)
- Мари-Клер Ален (1993)
- Louis Thiry (1993) исполнение на органе Зильберман (церковь святого Томаса в Страсбурге)
- Сергей Дижур (1993) орган Малого зала МГК им. Чайковского
- Даниил Процюк (1998) исторический орган Фр. Фляйтера (церковь Св. Магнуса, Эверсвинкель, ФРГ)

Струнный квартет:
- Квартет Рота (1934, первая полная запись — переложение Роя Харриса и Мэри Доус Хертер Нортон[3])
- Итальянский квартет (1985)
- Джульярдский квартет (1989)
- Keller Quartet (1997)
- The Stuggart Chamber Orchester (2002)
- Emerson Quartet (2003)

Оркестр:
- Милан Мюнслингер с ансамблем 'Ars Rediviva' (1959, 1966, 1979)
- Герман Шерхен c 'Orchestre de la RTSI' (1965)
- Карл Ристенпарт с 'Chamber Orchestra of the Saar' (1965)
- Карл Мюнхингер & Stuttgarter Kammerorchester (1965)
- Рудольф Баршай с Московским камерным оркестром (первая оркестровка с 1961, вторая — с 1964)
- Жорди Савалль с Hesperion XX (1986)
- Эрих Бергель с филармоническим оркестром г. Клуж (1991)
- Жан-Клод Малгор (камерный оркестр) (1993)
- Rinaldo Alessandrini & Concerto Italiano (1998)

Другие:
- Musica Antiqua Köln (дирижёр Райнхард Гёбель) для струнного квартета/клавесина и различных комбинаций инструментов (1984)
- Берлинский квартет саксофонистов (1990)
- Йожеф Этвёс (József Eötvös) на двух 8-струнных гитарах (2002)
- Amsterdam Loeki Stardust Quartet (1998)
- Fretwork for Consort of Viols для скрипачного квартета(2002)
- Aurelia Saxophone Quartet для саксофонного квартета (2005)
- The Canadian Brass
- Оркестр Жака Шелли (Jacques Chailley) и Паскаля Вингерона (Pascal Vigneron) для квартета и органа (2005).
- Laibach, индастриал-группа из Словении, альбом Laibachkunstderfuge (2008).